# リンクチャネル
リンクチャネル株式会社（ReNK CHANNEL）は、新潟県新発田市に本社を置き、POSシステム関連のソフトウェア開発やシステムインテグレーションなどを手掛ける企業。ハードオフコーポレーションの100%子会社。旧社名はインフォノース株式会社。

## 概要
主にPOSシステム関連のソフトウェア開発を行っているが、セイコーエプソン製品の販売なども行っている。
ハードオフコーポレーションは2020年2月12日に、外部委託していたPOSシステムの内製化を推進するべく、POSシステム開発の委託先であったインフォノース株式会社を同年4月1日付で完全子会社化することを発表。インフォノースは同年4月1日付でハードオフコーポレーションの完全子会社となり、同時に商号をリンクチャネル株式会社へ変更し、本社を新潟県十日町市からハードオフコーポレーション本社と同じ新発田市へ移転した。
ハードオフコーポレーションは、リンクチャネルを完全子会社化したことで、システムの内製化を推進していく他、実店舗とハードオフネットモールを融合したチャネルである「“Re”NK CHANNEL（リンクチャネル）」の推進を図る。

## 事業所
全て新潟県内に所在。
- 本社：新発田市新栄町三丁目1番13号（ハードオフコーポレーション本社と同一）
- 十日町開発センター:十日町市丸山町6番地11（旧本社）
- 長岡CSセンター:長岡市東蔵王2-6-20 吉沢ビル2F

## 沿革
- 1997年7月1日 - インフォノース株式会社として設立。
- 2020年4月1日 - 株式譲渡により、ハードオフコーポレーションの完全子会社となる。商号をリンクチャネル株式会社へ変更したと同時に、本社を十日町市から新発田市へ移転。